# Balzers

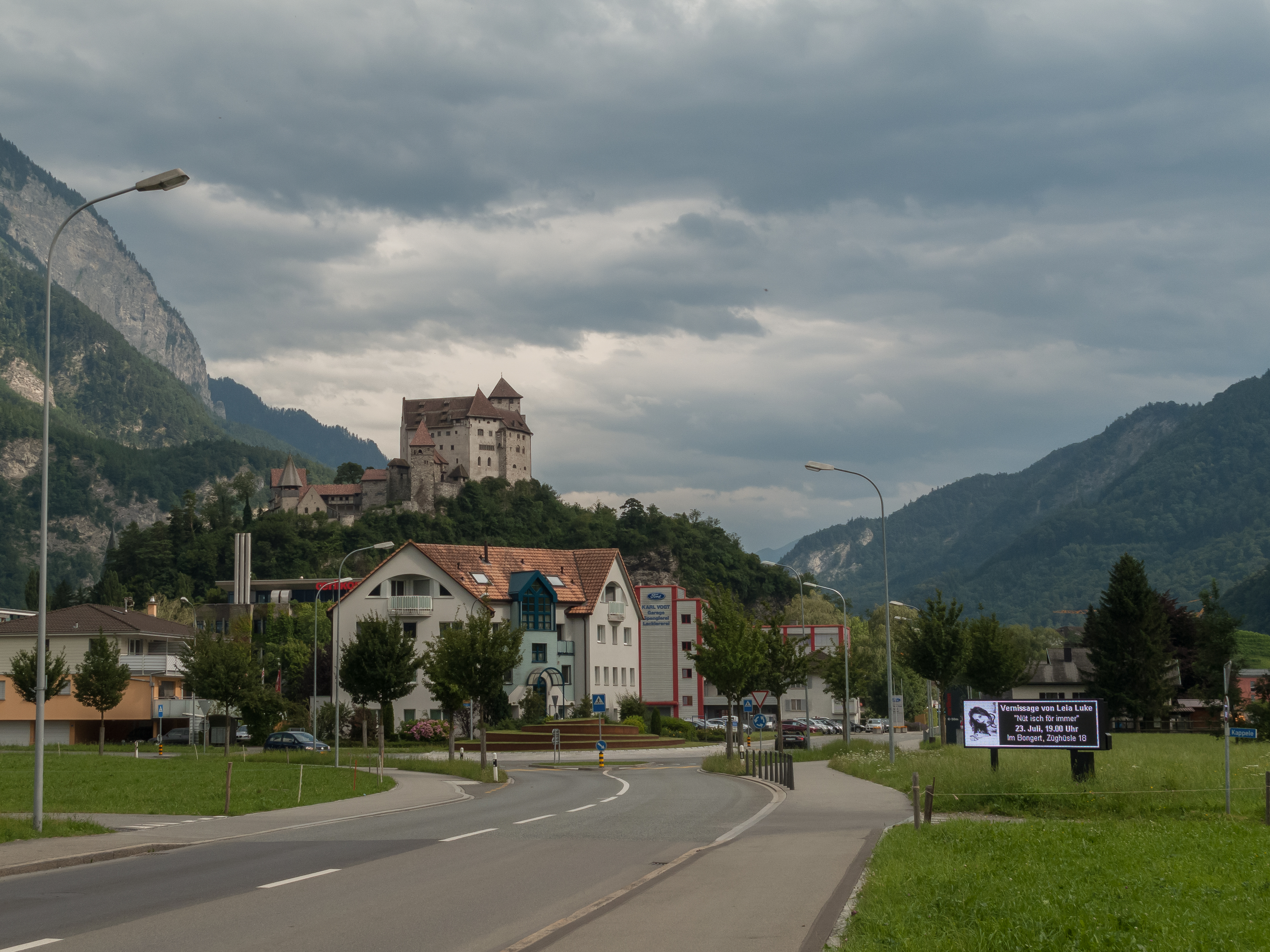
Balzers, entrée de la localité (direction Trubbach).

Balzers est une commune du Liechtenstein. En 2020, la population s'élève à 4 667 habitants.

## Géographie
Située dans le sud du pays, elle est constituée d'une partie principale à l'extrémité sud-ouest de la principauté, centrée sur le village de Balzers, établi sur la rive est du Rhin. Elle comprend également une partie plus à l'est, enclavée dans la commune de Triesen et une autre plus au nord-est, frontalière de l'Autriche. L'ensemble occupe une superficie de 19,7 km2. La localité moderne de Balzers est actuellement constituée de deux villages, Balzers à l'est et Mäls à l'ouest. 
Les communes limitrophes sont Triesen, Triesenberg, Schaan, Vaduz, Planken, Wartau, Sargans, Fläsch et Maienfeld.

## Politique et administration
La ville est administrée par un conseil municipal de onze membres, dont le maire, élus pour quatre ans par les citoyens.
| Période                                  | Période  | Identité        | Étiquette | Qualité |
| ---------------------------------------- | -------- | --------------- | --------- | ------- |
| 2003                                     | 2011     | Anton Eberle    | FBP       |         |
| 2011                                     | 2015     | Arthur Brunhart | VU        |         |
| 2015                                     | 2023     | Hansjörg Büchel | FBP       |         |
| 2023                                     | En cours | Karl Malin      | VU        |         |
| Les données manquantes sont à compléter. |          |                 |           |         |

## Économie
La commune abrite le siège de l'entreprise Oerlikon Balzers, spécialisée dans le dépôt de revêtement sur des pièces mécaniques, filiale du groupe suisse Oerlikon Contraves. Elle emploie 560 personnes sur le site.

## Culture et patrimoine
Le château de Gutenberg s'élève sur un promontoire rocheux qui domine le village. Construit entre les XIIe et XVe siècles, il est propriété de l'État liechtensteinois depuis 1979 et abrite un musée.

## Personnalités liées à la commune
- Egon Rheinberger (1870-1936), architecte, sculpteur et peintre, y est mort ;
- Xaver Frick (1913-2009), athlète.
- Andrea Willi (née en 1955 à Balzers), femme politique.